# مودو جوبي
ألاغو مودو جوبي (27 أكتوبر 1988 غامبيا - ) هو لاعب كرة قدم غامبي، لعب سابقاً في نادي جدة السعودي.